# Theonina
Theonina is een geslacht van spinnen uit de familie hangmatspinnen (Linyphiidae).

## Soorten
De volgende soorten zijn bij het geslacht ingedeeld:
- Theonina cornix (Simon, 1881)
- Theonina kratochvili Miller & Weiss, 1979
- Theonina linyphioides (Denis, 1937)